# Skåneländska Gastronomiska Akademien
Academia Gastronomica Scaniensis grundades 1992. Akademien befrämjar mat- & dryckeskulturen samt dess utveckling speciellt i Skåneland: Skåne, Blekinge, Halland och Bornholm. 
Har tillsammans med Skånska Deckarsällskapet givit ut antologierna Skånska sillamord (1995) och Skånska gåsamord (1996).